# 카밀라 모로네
커밀라 머론(영어: Camila Morrone, 1997년 6월 16일 ~ )은 미국의 모델, 배우이다.

## 출연 작품

### 영화
- 네버 고잉 백 (2018, Never Goin' Back)
- 데스 위시 (2018)
- 미키와 곰 (2019, Mickey and the Bear)
- 밸리 걸 (2020, Valley Girl)

### 텔레비전
- 데이지 존스 & 더 식스 (2023)